# Ramón Castillo
Ramón S. Castillo Barrionuevo (ur. 1873, zm. 1944), argentyński adwokat, sędzia i polityk, wiceprezydent Argentyny od 20 lutego 1938 do 27 czerwca 1942, senator, minister spraw zagranicznych. 
Od 12 sierpnia 1940 pełnił obowiązki prezydenta na skutek choroby prezydenta Roberto M. Ortiza., a 27 czerwca 1942 objął urząd po jego rezygnacji. Opowiadał się za neutralnością w trakcie II wojny światowej. Utracił urząd 4 czerwca 1943 na skutek przewrotu wojskowego.